# Olympische Winterspiele 2014/Teilnehmer (Chile)
| Gelbes Symbol für Goldmedaillen mit stilisierten Olympischen Ringen | Graues Symbol für Silbermedaillen mit stilisierten Olympischen Ringen | Braundes Symbol für Bronzemedaillen mit stilisierten Olympischen Ringen |
| ------------------------------------------------------------------- | --------------------------------------------------------------------- | ----------------------------------------------------------------------- |
| —                                                                   | —                                                                     | —                                                                       |

Chile nahm an den Olympischen Winterspielen 2014 in Sotschi mit sechs Athleten in drei Sportarten teil.

## Sportarten

### Freestyle-Skiing
Frauen
- Stephanie Joffroy
Skicross: 16. Platz (im Viertelfinale ausgeschieden)
- Dominique Ohaco
Slopestyle: 13. Platz (in der Qualifikation ausgeschieden)

### Ski Alpin
| Athleten        | Wettbewerb       | Zeit                           | Rang                           |
| --------------- | ---------------- | ------------------------------ | ------------------------------ |
| Frauen          |                  |                                |                                |
| Noelle Barahona | Superkombination | ausgeschieden (in der Abfahrt) | ausgeschieden (in der Abfahrt) |
| Noelle Barahona | Abfahrt          | 1:49,70 min                    | 34                             |
| Noelle Barahona | Riesenslalom     | 2:49,86 min                    | 42                             |
| Noelle Barahona | Slalom           | ausgeschieden (im 1. Lauf)     | ausgeschieden (im 1. Lauf)     |

| Athleten         | Wettbewerb       | Zeit                       | Rang                       |
| ---------------- | ---------------- | -------------------------- | -------------------------- |
| Männer           |                  |                            |                            |
| Henrik von Appen | Superkombination | 2:58,91 min                | 33                         |
| Henrik von Appen | Abfahrt          | 2:13,16 min                | 41                         |
| Henrik von Appen | Super-G          | 1:21,88 min                | 33                         |
| Henrik von Appen | Slalom           | ausgeschieden (im 1. Lauf) | ausgeschieden (im 1. Lauf) |
| Eugenio Claro    | Super-G          | 1:23,31 min                | 46                         |
| Eugenio Claro    | Riesenslalom     | ausgeschieden (im 1. Lauf) | ausgeschieden (im 1. Lauf) |
| Eugenio Claro    | Slalom           | ausgeschieden (im 2. Lauf) | ausgeschieden (im 2. Lauf) |

### Skilanglauf
Männer
- Yonathan Jesús Fernández
Sprint, freier Stil: 84. Platz (in der Qualifikation ausgeschieden)